# زیزیک (داغستان)
زیزیک (به لاتین: Zizik) یک منطقهٔ مسکونی در روسیه است که در داغستان واقع شده‌است.